# Charles-Louis de Lorraine
Charles-Louis de Lorraine, né le 21 octobre 1696 et mort le 2 novembre 1755, comte de Marsan et prince de Pons, est un noble français membre de la Maison de Guise, branche cadette de la Maison de Lorraine. 

## Biographie
Fils de Charles de Lorraine, comte de Marsan et de Catherine-Thérèse de Goyon de Matignon, sa seconde épouse, il est titré prince de Pons à sa naissance, il devient comte de Marsan à la mort de son père en 1708.
Membre d'une Maison souveraine, il reçoit à la cour les égards accordés aux princes étrangers résidant en France et mène une carrière militaire, devenant lieutenant général des armées du Roi. Il est en poste en Hongrie en 1717. 

### Distinctions
- Chevalier de l'ordre du Saint-Esprit (3 juin 1724) ;

- Chevalier de l'ordre de Saint-Michel.

### Mariage et descendance
Le 1er mars 1714 Il épouse Élisabeth de Roquelaure, l'une des deux filles d'Antoine-Gaston de Roquelaure, maréchal de France, pair de France, chevalier des ordres du Roi, et de Marie-Louise de Montmorency-Laval-Lezay. Elle meurt le 25 mars 1752. Tous deux ont six enfants :
- Léopoldine-Élisabeth de Lorraine (2 octobre 1716 – ?), mariée à Paris en 1733 avec Joachim de Zuniga, duc de Béjar, majordome major du prince des Asturies, grand d'Espagne, chevalier de l'Ordre de la Toison d'or, sans descendance ;
- Louise-Henriette-Gabrielle de Lorraine dite « Mademoiselle de Marsan », duchesse de Bouillon (30 décembre 1718 – 5 septembre 1788), mariée en 1743 avec Godefroy de La Tour d'Auvergne, duc de Bouillon, dont un fils, lui-même sans postérité ;
- Gaston de Lorraine, comte de Marsan (7 février 1721 – 2 mai 1743) marié en 1736 avec Marie-Louise de Rohan, fille de Jules de Rohan, prince de Soubise, et d'Anne-Julie-Adélaïde de Melun, mort de la variole, sans descendance ;
- Marguerite Louise Élisabeth de Lorraine (1er janvier 1723 -  ) ;
- Louis Joseph de Lorraine (5 octobre 1724 - 13 janvier 1727) ;
- Camille de Lorraine (1725-1780), prince de Marsan, prince de Puyguilhem (18 décembre 1725 – Paris, 12 avril 1780) marié à Hélène-Julie-Rosalie Mancini dite « Mademoiselle de Nevers », fille de Louis-Jules Mancini-Mazarini et d'Hélène-Françoise-Angélique Phélypeaux de Pontchartrain, sans descendance[1].